# Jean Juventin
Jean Juventin, né le 9 mars 1928 à Papeete et mort le 28 mai 2019 à Faaa, est un homme politique français.
Député de Polynésie française, il est d'orientation autonomiste.

## Biographie
Instituteur puis directeur d'école, Jean Juventin est membre du parti autonomiste Here ai'a créé en 1965 par John Teariki pour remplacer le RDPT dissous en 1963.
Il est élu maire de Papeete lors des élections municipales du 13 mars 1977, réélu le 6 mars 1983, puis le 13 mars 1989. En mars 1978, il est élu député à l'Assemblée nationale, une première fois de 1978 à 1981, puis du 5 juillet 1981 au 1er avril 1986 (non-inscrit).
Il devient président du Here ai'a après le décès accidentel de John Teariki en 1983.
Il a été à plusieurs reprises président de l'Assemblée territoriale :
- 48e président, élu le 10 mai 1988
- 49e président le 3 mai 1988
- 50e président le 4 mai 1990 (interruption du 51e président, du 28 mars 1991 au 1er avril 1992, par Émile Vernaudon)
- 52e président le 2 avril 1992
- 53e président le 22 avril 1993
- 54e président le 14 avril 1994

Le 17 mars 1991, il participe pour les élections territoriales à l'Union polynésienne.
Il retrouve un siège de député de 1993 à 1997 au sein du RPR puis du groupe parlementaire République et liberté à compter du 3 juin 1995.
En 1998, sa condamnation pour trafic d'influence dans l'affaire du golf d'Opunohu à Moorea met fin à sa carrière politique.
Jean Juventin meurt le 28 mai 2019 à Faaa. Il est inhumé deux jours plus tard au cimetière de l'Uranie.

## Distinction
- Chevalier de la Légion d'honneur (23 mars 1989)[1].